# Station Aurillac
Station Aurillac is een spoorwegstation in de Franse stad Aurillac.
Het station werd geopend in 1866.